# Puertasaurus reuili
Puertasaurus ("lagarto de Puerta") es un género representado por una única especie, Puertasaurus reuili. Este fue un dinosaurio saurópodo titanosauriano que vivió a finales del período Cretácico, hace aproximadamente entre 70 y 68 millones de años, en el Maastrichtiense, en lo que es hoy Sudamérica. Es uno de los dinosaurios más grandes conocidos y extiende la presencia de los saurópodos gigantes hasta finales del mesozoico. Su tamaño es tema de controversia, los huesos fósiles son enormes, pero son muy pobres tanto en la cantidad hallada como en la calidad encontrada. Por los tanto cualquier estimado en esta especie estará sujeto a especulación e interpretaciones muy aproximadas, hasta el hallazgo de ejemplares mucho más completos.
El género fue nombrado en honor al técnico del Museo Egidio Feruglio, Pablo Puerta, quien hizo el descubrimiento, y la especie reuili en el de Santiago Reuil, quien reconstruyó una vértebra a partir de unos 60 fragmentos. En esos trabajos de laboratorio colaboró la Agencia Nacional para la Promoción Científica y Técnica argentina. Los restos fueron encontrados en la provincia de Santa Cruz, Argentina.

## Descripción

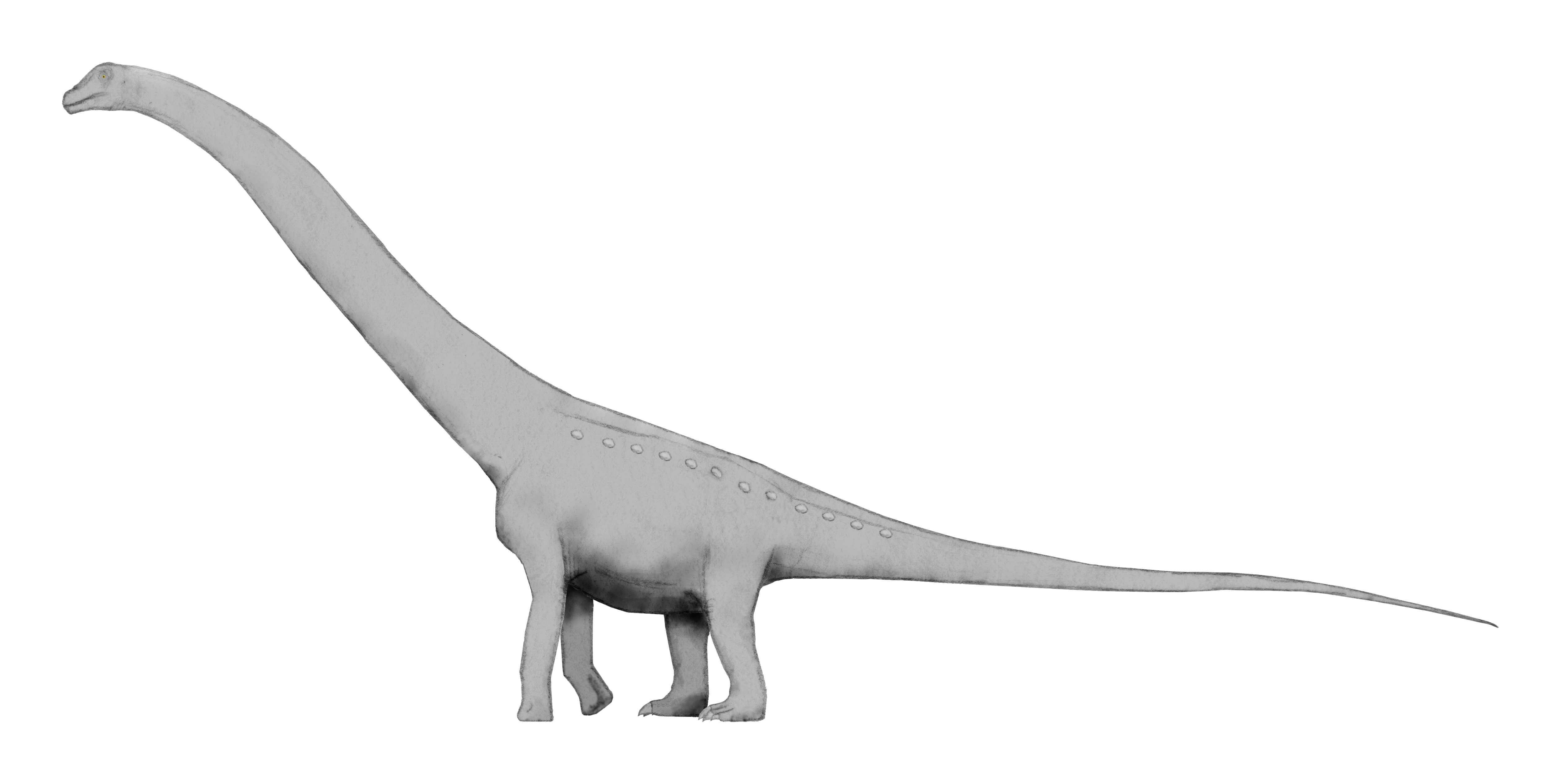
Restauración de Puertasaurus

Son muy pocos sus restos conocidos de Puertasaurus. Solo se hallaron cuatro vértebras, la cervical 9, la dorsal 2 y dos medio caudales, y en un estado bastante fragmentado. La vértebra cervical es la primera reportada de un titanosaurio gigante, trayendo importante información sobre la estructura del cuello de los neosaurópodos. Lo inflado de su espina neural sugiere la presencia de un poderoso ligamento en el cuello y músculos cervicales; además la presencia de profundas fosas pre y post espinales bien desarrolladas, sugieren fuertes ligamentos interespinosos. La gigantesca vértebra dorsal, mide 168 cm de ancho y 106 de alto. Las apófisis transversales de la vértebra, estas crestas o protuberancias laterales, son las más anchas conocidas en un saurópodo, siendo inclusive mayor que en su pariente Argentinosaurus. Esta estructura se encarga de dar soporte a las costillas y a todo lo que ella conlleva (los músculos y otros órganos masivos). Su desarrollo tan elevado en esta especie sugiere un tórax muy amplio, tal vez aún más voluminoso que en Argentinosaurus, de 5 metros de ancho. El descubrimiento de Puertasaurus reuili  demuestra que los titanosaurios gigantescos sobrevivieron casi hasta la extinción masiva de los dinosaurios, hace 66 millones de años, que marcó el fin de la Era Mesozoica, dijo el paleontólogo Fernando Novas, los saurópodos contemporáneos de otras regiones del planeta, como Madagascar e India, eran mucho más pequeños. 
El diagnóstico de Puertasaurus se basa en las siguientes características: tamaño gigante, la espina neural cervical considerablemente inflada, siendo transversalmente más ancho que el centro vertebral y teniendo fuertes cantos en dorso-lateral, vértebras caudales con una lámina espinoprezigapofisial fuerte transversalmente y profunda dorsoventralmente, la porción craneal de las vértebras dorsales extremadamente corta, más que en otros saurópodos. Estos caracteres están en otras especies titanosaurias más pequeñas, pero se ven exagerados en el Puertasaurus.

### Tamaño y Comparación
Puertasaurus fue, en su tiempo, quizás el saurópodo más grande del mundo. Sus restos aislados no permiten estimar precisamente sus dimensiones, hasta el descubrimiento de ejemplares mejor preservados. Pero al compararlo con otras especies emparentadas es posible dar estimados aproximados. Un año posterior a su descubrimiento, el paleontólogo Fernando Novas sugirió que medía entre 35 y 40 metros de largo y pesaba entre 80 y 100 toneladas.

Puertasaurus comparado con un ser humano

Estudios posteriores han determinado dimensiones menores para este titanosaurio. Gregory S. Paul en su reconstrucción estima a Puertasaurus con una longitud de 30 metros y un peso de 50 toneladas. Sus resultados son semejantes a los del paleontólogo y paleoartista profesional Scott Hartman, quien en su restauración esquelética de Puertasaurus, utiliza principalmente al pariente cercano Futalognkosaurus para llenar los vacíos anatómicos, estimando al fragmentario taxón con una longitud de 27 m y sugiriendo un peso 60 a 70 toneladas. El Argentinosaurus midió como mínimo 33 metros largo y unos 70 a 73 toneladas, siendo más largo y pesado, pero era más estrecho.

Debido a la falta de mejor material, el tamaño de Puertasaurus es difícil de estimar. Novas estimó que la nueva especie medía aproximadamente de 35 a 40 metros de largo y pesaba entre 80 y 100 toneladas métricas. Esto lo ubicaría como uno de los dinosaurios más grandes, solo rivalizado en tamaño por su pariente Argentinosaurus, que se ha estimado en hasta 39,7 metros de longitud y 90 toneladas métricas de masa. El descubrimiento del Futalognkosaurus más completo reveló que estas estimaciones previas probablemente eran demasiado altas y sugirió que gigantes como Puertasaurus y Argentinosaurus probablemente medían menos de 33 metros de largo. En 2012, Thomas Holtz estimó que Puertasaurus tenía potencialmente 30 metros de largo y 72,5 a 80 toneladas. En 2013, Mike Taylor y Matt Wedel estimaron que todo el cuello medía aproximadamente 9 metros de largo. Más tarde ese mismo año, Scott Hartman hizo una reconstrucción que sugiere una longitud total de 27 metros, un poco más corta que otras estimaciones. En 2016, Gregory S. Paul estimó una longitud de 30 metros y un peso de al menos 50 toneladas métricas. En 2017, el paleontólogo José Carballido y sus colegas estimaron su masa en aproximadamente 60 toneladas métricas, que era más liviana que Patagotitan, un saurópodo gigante más completo. En 2019, Gregory S. Paul estimó que la masa de Puertasaurus estaba en el rango de tamaño de Patagotitan en 45-55 toneladas.

### Vértebras
De las cuatro vértebras conservadas en el holotipo, la más grande es la vértebra dorsal, que se cree que es una segunda vértebra dorsal, mide 1,06 metros de alto y 1,68 metros de ancho. Esta es la vértebra de saurópodo más ancha que se conoce, y dos tercios de su ancho están formados por enormes procesos transversales, estructuras que se proyectan desde el costado de la vértebra, que están muy expandidos y tienen bases muy profundas, formando estructuras en forma de alas cuando visto desde el frente. En otros titanosaurianos, como Dreadnoughtus, son mucho menos anchos y profundos. En Puertasaurus, estos procesos son perpendiculares al plano axial. Craneocaudalmente, de adelante hacia atrás, sin embargo, la vértebra es bastante corta, más corta que el promedio entre los titanosaurianos. El centro es especialmente opistocoelular, que tiene un frente convexo y un trasero cóncavo. Las láminas del arco neural son robustas, aunque reducidas. La articulación hipofeno-hipántro, dos estructuras en dos vértebras que encajan entre sí y forman una articulación adicional, no está presente, como otros titanosaurianos. Las fosas pre y postspinal son especialmente profundas y anchas. Las láminas pre y postspinal, estructuras en la mitad superior de la vértebra, son robustas. La espina neural está orientada verticalmente, perpendicular al centro, pero dorsoventralmente, de arriba abajo, bajo, aunque está extremadamente expandido transversalmente, de lado a lado. Esta orientación es diferente a la de los titanosaurianos más derivados, en cambio es similar a los basales, como Argentinosaurus y otros saurópodos, como Euhelopus.
La vértebra cervical también era notablemente grande, con un ancho transversal de 140 centímetros, incluidas las costillas cervicales. Se cree que es la novena vértebra del cuello. Las costillas cervicales se fusionan con el centro. El centro está especialmente comprimido dorsoventralmente. Las fosas pre y postspinal de la columna neural son anchas y profundas. Esto, junto con el extremo distal, fontal, expandido de la vértebra, proporciona evidencia de poderosos ligamentos y músculos del cuello. Estas características también se conocen en otros titanosaurian pero son extremadamente prominentes en Puertasaurus. La columna neural era especialmente alta y se expandió lateralmente, hacia los lados, hasta el punto en que excedería la longitud del centro. Esto lo haría tener una de las espinas neurales proporcionalmente más grandes de cualquier titanosaurio. El vértice de la columna neural se colocó en el lado posterior de la línea media vertebral. Las láminas espinoprezigapofisarias, la proyección en forma de espiga frente a la columna neural, están separadas entre sí y solo tocan la mitad de la columna neural. Las articulaciones cigapofisarias, que conectan dos vértebras adyacentes, se encuentran en la parte inferior del arco neural. Las diapofisis y parapofisis, procesos en el lado de la vértebra, se proyectan fuertemente lateralmente. La vértebra cervical carece de pleurocoelos, cavidades grandes y no era muy neumática. Se estima que la longitud del centro restaurado es de 105 centímetros de largo según otros titanosaurianos. También se conservaron dos vértebras caudales de la mitad de la cola. Son de forma estándar para los titanosaurianos y son proceelicas, tienen un frente cóncavo y un trasero convexo. Poco más se sabe sobre ellos, ya que nunca se describieron en detalle.

## Descubrimiento e investigación
La descripción técnico-científica de Puertasaurus, fue escrita por Fernando Novas, Leonardo Salgado y Federico Agnoli en el boletín del Museo Argentino de Ciencias Naturales Bernardino Rivadavia en 2005. El descubrimiento de cuatro vértebras del cuello y el lomo del Puertasaurus, hecho en enero de 2001 en la estancia Santa Teresita, en la zona del Lago Viedma, en la Patagonia, Argentina, fue financiado por la fundación internacional National Geographic Society. Los restos, por convenio de exploración, pertenecen al Museo Padre Molina de la ciudad de Río Gallegos.
El holotipo, MPM 10002, consta de 4 vértebras desarticuladas, la mayor parte de la novena cervical, la dorsal 2 completa y el centro de 2 caudales, aproximadamente el 3% del esqueleto. De este material, solo la vértebra dorsal estaba completa. La mayor parte de las vértebras cervicales se conservó, pero solo se conocen los centros de las vértebras caudales. Puertasaurus reuilli fue descrito por los paleontólogos Fernando Novas, Leonardo Salgado, Jorge Calvo y Federico Agnolin en 2005, y lleva el nombre de los cazadores de fósiles Pablo Puerta y Santiago Reuil, quienes descubrieron el holotipo en enero de 2001 y lo prepararon posteriormente. Su descubrimiento fue anunciado en julio de 2006, en el Museo Argentino de Ciencias Naturales en Buenos Aires. Puertasaurus fue el primer titanosaurio gigante descubierto que conservó las vértebras cervicales.
El holotipo y único espécimen conocido de Puertasaurus reuili fue descubierto en la provincia de Santa Cruz en el sur de la Patagonia, Argentina. Los restos fueron recuperados en el Cerro Los Hornos, cerca del río La Leona y fueron reportados de la Formación Cerro Fortaleza, que, en ese momento, se conocía como la Formación Pari Aike. El holotipo fue descubierto en una lente de arenisca gris que también conservaba los restos carbonizados de cícadas y coníferas. En la misma formación se encontró al euiguanodóntido Talenkauen y al celurosaurio derivado Orkoraptor.

## Clasificación

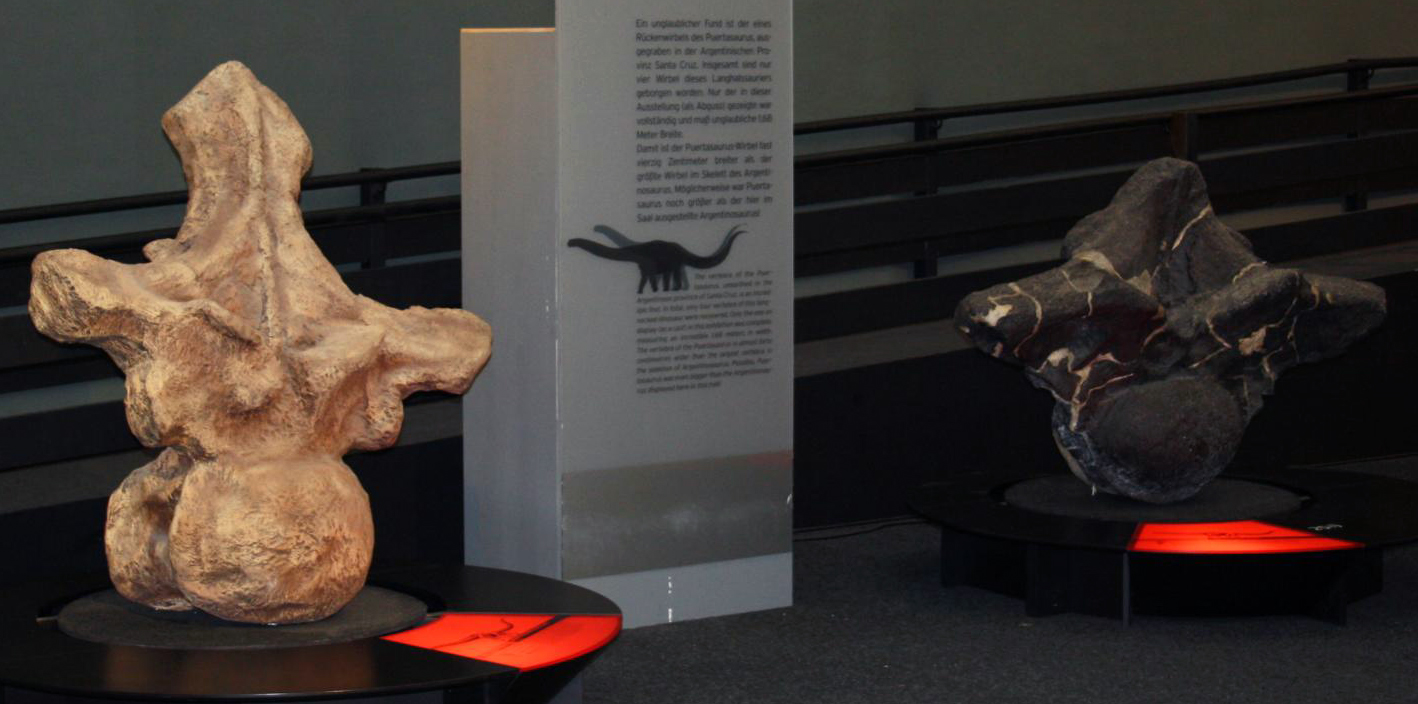
Vértebra dorsal de Puertasaurus (derecha) comparada con la de Argentinosaurus (izquierda)

Puertasaurus pertenece al clado Titanosauria, que abundara a finales del Cretácico en Sudamérica, muchos de estos fueron grandes pero solo unos pocos llegaron a ser gigantes, como el Argentinosaurus huinculensis del Cenomaniense y el Antarctosaurus giganteus del Turoniense. Debido a que los restos son muy pobres gran parte de la anatomía y sistemática de estos géneros es oscura. El reporte de la vértebra cervical en el Puertasaurus reuilli, uno de los tetrápodos más grande conocidos, permite su comparación con titanosaurianos más pequeños.
El agrandamiento de la espina neural deriva del sostenido proceso transversal en otros titanosauriformes como Brachiosaurus, Euhelopus o Neuquensaurus y difiere de las espinas bífidas de los diplodócidos. Esta espina neural es asociada a los titanosaurianos debido las proyecciones laterales diapofisiales y parapofisiales, junto con un arco neural bajo y una espina alta. En Puertasaurus la articulación zigapofisial está posicionada bajo en el arco neural y el centro es más deprimido que en otros titanosáuridos como Saltasaurus. Los cuerpos de la vértebra carecen del pleurocoelo y están poco neumatizadas. Es proceso transverso de la dorsal 2 que en Argentinosaurus y Euhelopus en perpendicular al plano axial, en Puertasaurus tiene orientación laterocraneal como en titanosaurianos más derivados, por ejemplo Saltasaurus. La espina neural es dorsoventralmente baja pero expandida como en los Titanosauridae. La espina neural es vertical con respecto al eje cráneo caudal haciendo recordar a la del Argentinosaurus. El sistema de laminas en el arco neural es reducido pero robusto y muestra las láminas pre y postespinales diagnósticas de los titanosaurianos. La fosas pre y postespinales son más profundas que la de los titanosauridos más derivados como Saltasaurus y Opisthocoelicaudia, haciendo recordar a las de los titanosauriformes más basales como Brachiosaurus y Euhelopus. Las vértebras caudales son procelos, como en la mayoría de los titanosáuridos.
Puertasaurus pertenece actualmente al clado Lognkosauria, más relacionado con el Argentinosaurus y Patagotitan. Puertasaurus se diferencia de otros saurópodos basándose en una combinación única de características. Estas características consisten en las espinas neurales muy expandidas en las vértebras cervicales, que dan como resultado que las espinas neurales sean más anchas que el cuerpo vertebral, fuertes crestas dorsolaterales, altas en el costado, en estas espinas neurales, láminas espinoprezygapofisarias robustas, proyecciones en frente de columna neural, en las vértebras cervicales posteriores, las vértebras dorsales anteriores que son muy cortas de adelante hacia atrás y el tamaño gigante del animal.
Puertasaurus pertenecía al clado Titanosauria , uno de los grupos más diversos de saurópodos. Es miembro del grupo Lognkosauria, que incluye varios otros titanosaurianos grandes, incluidos Futalognkosaurus, Patagotitan, Argentinosaurus, Notocolossus, Mendozasaurus y Quetecsaurus. Muchos de estos animales, como Argentinosaurus y Patagotitan , eran especialmente masivos. Puertasaurus generalmente se recupera como un lognkosaurio estable, un miembro firme del grupo, aunque en 2017, Carballido lo encontró, junto con Quetecsaurus, para ser los miembros menos estables del grupo.

### Filogenia
El siguiente cladograma muestra la posición de Puertasaurus en Lognkosauria según González Riga y colegas, 2018.
|  | Argentinosaurus                                                                             |
|  |                                                                                             |
|  | \| \| Notocolossus \| \| \| \| \| \| Patagotitan \| \| \| \| \| \| Puertasaurus \| \| \| \| |
|  |                                                                                             |
|  | Notocolossus                                                                                |
|  |                                                                                             |
|  | Patagotitan                                                                                 |
|  |                                                                                             |
|  | Puertasaurus                                                                                |
|  |                                                                                             |

|  | Notocolossus |
|  |              |
|  | Patagotitan  |
|  |              |
|  | Puertasaurus |
|  |              |

|  | Argentinosaurus                                                                             |
|  |                                                                                             |
|  | \| \| Notocolossus \| \| \| \| \| \| Patagotitan \| \| \| \| \| \| Puertasaurus \| \| \| \| |
|  |                                                                                             |
|  | Notocolossus                                                                                |
|  |                                                                                             |
|  | Patagotitan                                                                                 |
|  |                                                                                             |
|  | Puertasaurus                                                                                |
|  |                                                                                             |

|  | Notocolossus |
|  |              |
|  | Patagotitan  |
|  |              |
|  | Puertasaurus |
|  |              |

|  | Argentinosaurus                                                                             |
|  |                                                                                             |
|  | \| \| Notocolossus \| \| \| \| \| \| Patagotitan \| \| \| \| \| \| Puertasaurus \| \| \| \| |
|  |                                                                                             |
|  | Notocolossus                                                                                |
|  |                                                                                             |
|  | Patagotitan                                                                                 |
|  |                                                                                             |
|  | Puertasaurus                                                                                |
|  |                                                                                             |

|  | Notocolossus |
|  |              |
|  | Patagotitan  |
|  |              |
|  | Puertasaurus |
|  |              |

|  | Argentinosaurus                                                                             |
|  |                                                                                             |
|  | \| \| Notocolossus \| \| \| \| \| \| Patagotitan \| \| \| \| \| \| Puertasaurus \| \| \| \| |
|  |                                                                                             |
|  | Notocolossus                                                                                |
|  |                                                                                             |
|  | Patagotitan                                                                                 |
|  |                                                                                             |
|  | Puertasaurus                                                                                |
|  |                                                                                             |

|  | Notocolossus |
|  |              |
|  | Patagotitan  |
|  |              |
|  | Puertasaurus |
|  |              |

## Paleoecología

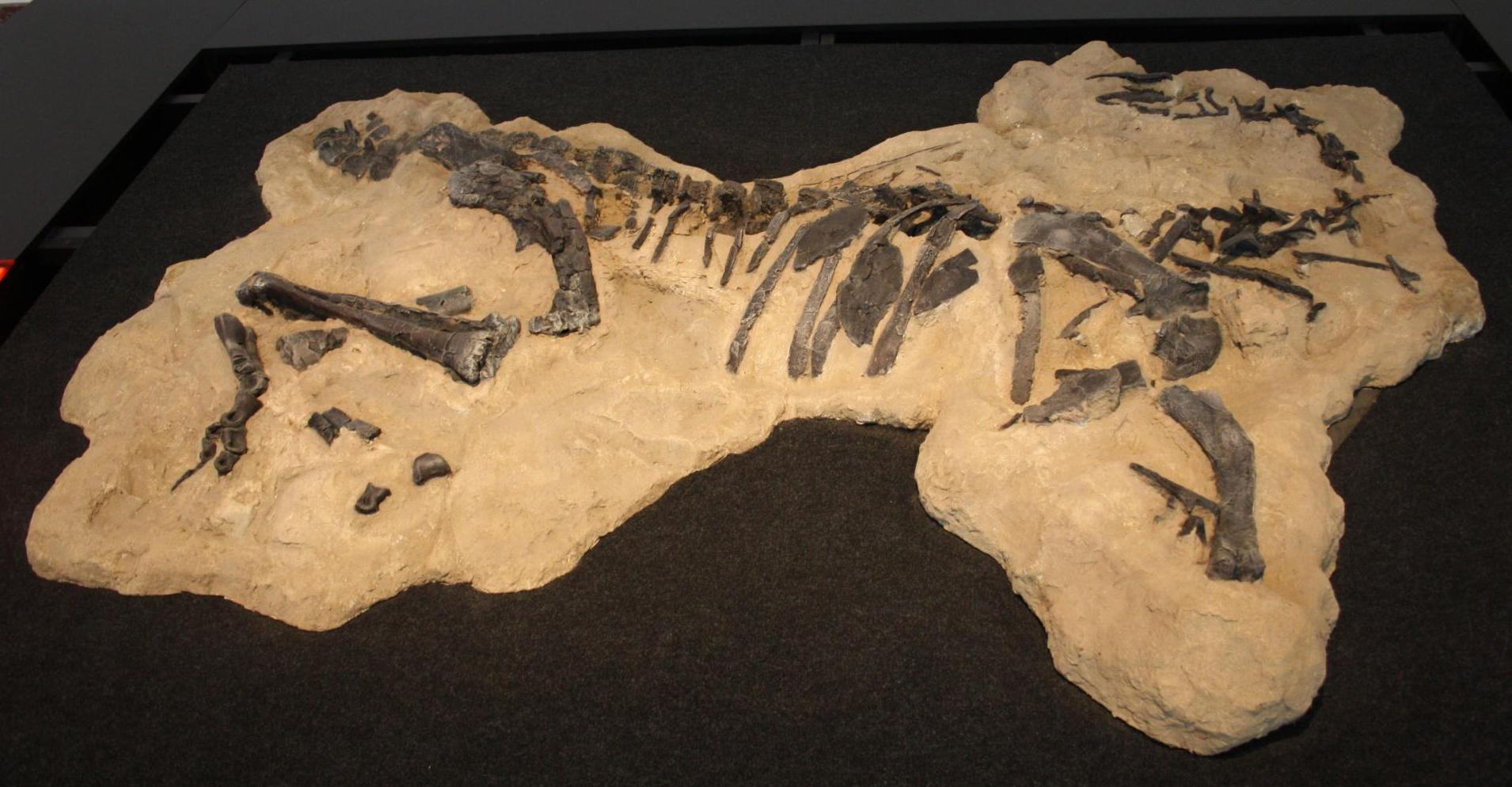
Talenkauen

Puertasaurus es del Período Cretácico Tardío de la Patagonia austral. Sin embargo, de qué formación se derivó y su edad geológica han sido discutidos, debido a la nomenclatura estratigráfica inconsistente de la Patagonia austral. Originalmente se informó que era de la Formación Pari Aike y de edad maastrichtiana. La Formación Pari Aike fue posteriormente reasignada a la Formación Mata Amarilla y reinterpretada como si fuera del Cenomaniano al Santoniano. Estudios más recientes han indicado que estos depósitos pertenecen a la Formación Cerro Fortaleza, que se remonta al Campaniano o Maastrichtiano. Las rocas de la formación en su mayoría consisten en camas de piedra arenisca, junto con capas de mudstone y horizontes ligníticos.
La Formación Cerro Fortaleza representa un ecosistema terrestre. La presencia de paleosoles y lignito sugiere un ambiente húmedo con altas cantidades de lluvia y un nivel freático alto. Las superficies de avulsión, los histosoles, las raíces fósiles carbonáceas y la madera silicificada proporcionan evidencia de un paisaje boscoso de baja altitud con un drenaje deficiente. Otros dinosaurios de la misma localidad incluyen el ornitópodo Talenkauen, los terópodos Orkoraptor y Austrocheirus, y el saurópodo Dreadnoughtus. La fauna no dinosaurio conocida de la formación incluye cocodrilos, tortugas, peces óseos y tiburones lamniformes.